# Тульнерфельд
Тульнерфельд (нем. Tullnerfeld или Tullner Becken) — созданная Дунаем аллювиальная равнина в Нижней Австрии.

## Топография
Равнина протянулась от города Кремс-ан-дер-Донау и долины Вахау на западе до Венских ворот на востоке. Город Тульн-ан-дер-Донау находится примерно в центре. Длина Тульнерфельда составляет 48 км, ширина — до 14 км. Высота над уровнем моря уменьшается к востоку от 200 м около Кремса до 170 м возле Корнойбурга.
В этом районе в Дунай впадают многочисленные притоки: Кремс, Трайзен, Камп, Першлинг, Большой Тульн, Малый Тульн и Шмида.

## Экономика
Важными индустриальными городами в Тульнерфельде являются Штоккерау, Корнойбург, Тульн и Кремс.
Регион является важным производителем электроэнергии: здесь расположены две ГЭС на Дунае: Альтенвёрт и Грайфенштайн и три ТЭЦ: Дюрнрор, Тайс и Корнойбург. Кроме того, именно здесь находится Цвентендорфская АЭС, которая так и не была введена в эксплуатацию.
В регионе также развиты сельское хозяйство и цветоводство. Проводятся многочисленные выставки, в том числе и международные.